# Instituto Politécnico de Turkmenistán
El Instituto politécnico de Turkmenistán (en turcomano: Türkmen politehniki instituty) es una de las principales universidades de Turkmenistán. En general, es la institución líder en el campo de la ingeniería y la energía en el país. Varios políticos de Turkmenistán han estudiado en esta universidad, en particular los del sector económico, incluidos Annaguly Deryayev, Khodjamyrat Geldimyradov, Kakaev Yakshigeldy, Khadyr Saparlyev, Hydyr Saparlyýew y Täçberdi Tagyýew.